# Ensigné
Ensigné település Franciaországban, Deux-Sèvres megyében. Lakosainak száma 288 fő (2022. január 1.). Ensigné Saint-Mandé-sur-Brédoire, La Villedieu, Asnières-en-Poitou, Juillé, Villefollet és Villiers-sur-Chizé községekkel határos.

## Népesség
A település népességének változása:
| Lakosok száma | 293  | 289  | 290  | 286  | 287  | 289  | 289  | 288  | 288  |
|               | 2013 | 2015 | 2016 | 2017 | 2018 | 2019 | 2020 | 2021 | 2022 |